# Соррель, Энрике
Филидор Энрике Соррель Контрерас (исп. Filidor Enrique Sorrel Contreras; 3 февраля 1912, Линарес — 26 октября 1991, Сантьяго) — чилийский футболист, нападающий.

## Карьера
Энрике Соррель начал играть в футбол в Линаресе, одновременно занимаясь боксом и прыжками с шестом. Несмотря на победу на чемпионате города по боксу в легчайшем весе, он отдавал наибольшее предпочтение футболу, играя за любительскую команду «Секста Сона». Соррель начал карьеру в 1929 году в клубе «Аудакс Итальяно». В 1934 году футболист перешёл в «Коло-Коло», где дебютировал 29 апреля 1934 года в матче с «Депортиво Алеман» (8:0) на чемпионате Открытия. В этой встрече Энрике сделал хет-трик. А всего в первом сезоне забил в 10 матчах 15 голов. В 1937 году Соррель помог своей команде впервые в истории выиграть чемпионат страны. В розыгрыше турнира Энрике забил 15 голов, став лучшим бомбардиром команды. Годом позже была одержана победа в чемпионате Открытия, а в 1939 году «Коло-Коло» отпраздновал свой второй титул сильнейшей команды Чили. Энрике забил в первенстве 24 гола, а лучшим бомбардиром турнира стал его партнёр по атаке Луис Альфонсо Домингес с 29 мячами.
В 1940 году Соррель в составе клуба отпраздновал ещё одну победу в чемпионате Открытия. В 1941 году главным тренером «Коло-Коло» стал венгр Франц Платко, который начал прививать команде последние европейские тренды футбола. Команда вновь выиграла чемпионат Чили, а Соррель стал третьим бомбардиром команды с 11 голами, позади Домингеса и Сесара Сокарраса. После 1943 года Энрике потерял место в основном составе команды. В 1944 году он помог команде выиграть очередной чемпионский титул, где провёл лишь три матча. 1 сентября 1945 года Соррель сыграл свою последнюю встречу за клуб, в которой «Коло-Коло» проиграл со счётом 1:3 «Сантьяго Морнинг». Всего в составе команды Энрике провёл 146 матчей и забил 116 голов.
В составе сборной Чили Соррель дебютировал 6 января 1935 года матче чемпионата Южной Америки с Аргентиной (1:4). В этой игре Энрике появился на поле на 44 минуте встречи вместо Мойсеса Авилеса, став первым футболистом в истории турнира, который вышел на замену. 15 января 1939 года Соррель забил первый мяч за национальную команду, поразив ворота Парагвая (1:5). 2 февраля 1941 года он забил два гола в матче с Эквадором (5:0). Встреча проходила в рамках чемпионата Южной Америки, турнира, на котором чилийцы выиграли бронзовые медали. На этом же первенстве Соррель провёл последний матч за сборную страны, 4 марта с Аргентиной (0:1). Всего за Чили Энрике сыграл в 14 матчах и забил 7 голов.
В 1947 году Соррель стал главным тренером «Коло-Коло». Он начал с командой серией из четырёх побед. А по итогам сезона клуб выиграл титул чемпиона страны. Также в 1955 году он являлся тренером команды «Сан-Луис Кильота».

## Статистика

### Клубная
| Сезон | Клуб      | Лига    | Чемпионат | Чемпионат | Прочие | Прочие |
| Сезон | Клуб      | Лига    | Игры      | Голы      | Игры   | Голы   |
| ----- | --------- | ------- | --------- | --------- | ------ | ------ |
| 1934  | Коло-Коло | Примера | 7         | 8         | 3      | 7      |
| 1935  | Коло-Коло | Примера | 10        | 8         | 2      | 0      |
| 1936  | Коло-Коло | Примера | 10        | 6         | 4      | 6      |
| 1937  | Коло-Коло | Примера | 12        | 15        | 1      | 1      |
| 1938  | Коло-Коло | Примера | 9         | 9         | 4      | 5      |
| 1939  | Коло-Коло | Примера | 24        | 24        | —      | —      |
| 1940  | Коло-Коло | Примера | 17        | 6         | 3      | 1      |
| 1941  | Коло-Коло | Примера | 15        | 11        | 1      | 0      |
| 1942  | Коло-Коло | Примера | 9         | 4         | —      | —      |
| 1943  | Коло-Коло | Примера | 10        | 4         | —      | —      |
| 1944  | Коло-Коло | Примера | 3         | 1         | 1      | 0      |
| 1945  | Коло-Коло | Примера | 10        | 4         | —      | —      |

1. ↑  В графу «Прочие» входят матчи чемпионата Открытия[исп.], чемпионата Ремпалаго[исп.], чемпионата Насьональ[исп.], Абсолютного чемпионата, чемпионата чемпионов Чили[исп.]

## Международная статистика
| Матчи Энрике Сорреля за сборную Чили | Матчи Энрике Сорреля за сборную Чили | Матчи Энрике Сорреля за сборную Чили | Матчи Энрике Сорреля за сборную Чили | Матчи Энрике Сорреля за сборную Чили | Матчи Энрике Сорреля за сборную Чили | Матчи Энрике Сорреля за сборную Чили |
| ------------------------------------ | ------------------------------------ | ------------------------------------ | ------------------------------------ | ------------------------------------ | ------------------------------------ | ------------------------------------ |
| №                                    | Дата                                 | Место проведения                     | Оппонент                             | Счёт                                 | Голы                                 | Турнир                               |
| 1                                    | 6 января 1935                        | Лима                                 | Аргентина                            | 1:4                                  | —                                    | Чемпионат Южной Америки              |
| 2                                    | 15 января 1939                       | Лима                                 | Парагвай                             | 1:5                                  | 1                                    | Чемпионат Южной Америки              |
| 3                                    | 22 января 1939                       | Лима                                 | Перу                                 | 1:3                                  | —                                    | Чемпионат Южной Америки              |
| 4                                    | 29 января 1939                       | Лима                                 | Уругвай                              | 2:3                                  | —                                    | Чемпионат Южной Америки              |
| 5                                    | 5 февраля 1939                       | Лима                                 | Эквадор                              | 4:1                                  | 1                                    | Чемпионат Южной Америки              |
| 6                                    | 26 февраля 1939                      | Сантьяго                             | Парагвай                             | 4:2                                  | 1                                    | Товарищеский матч                    |
| 7                                    | 2 марта 1940                         | Сан-Мартин                           | Аргентина                            | 1:4                                  | 1                                    | Кубок Президента Чили                |
| 8                                    | 9 марта 1940                         | Буэнос-Айрес                         | Аргентина                            | 2:3                                  | —                                    | Кубок Президента Чили                |
| 9                                    | 5 января 1941                        | Сантьяго                             | Аргентина                            | 1:2                                  | —                                    | Кубок Президента Аргентины           |
| 10                                   | 9 января 1941                        | Сантьяго                             | Аргентина                            | 2:5                                  | 1                                    | Кубок Президента Аргентины           |
| 11                                   | 2 февраля 1941                       | Сантьяго                             | Эквадор                              | 5:0                                  | 2                                    | Чемпионат Южной Америки              |
| 12                                   | 9 февраля 1941                       | Сантьяго                             | Перу                                 | 1:0                                  | —                                    | Чемпионат Южной Америки              |
| 13                                   | 16 февраля 1941                      | Сантьяго                             | Уругвай                              | 0:2                                  | —                                    | Чемпионат Южной Америки              |
| 14                                   | 4 марта 1941                         | Сантьяго                             | Аргентина                            | 0:1                                  | —                                    | Чемпионат Южной Америки              |

## Достижения

### Как игрок
- Чемпион Чили: 1937, 1939, 1941, 1944
- Победитель чемпионата Открытия в Чили: 1938, 1940

### Как тренер
- Чемпион Чили: 1947